# Nerocila hemirhamphusi
Nerocila hemirhamphusi is een pissebed uit de familie Cymothoidae. De wetenschappelijke naam van de soort is voor het eerst geldig gepubliceerd in 1990 door Shyamasundari, Hanumantha Rao & Jalaj Kumari.